# کاررال
کاررال (به اسپانیایی: Carral) یک دهستان در اسپانیا است.